# Pegtymel

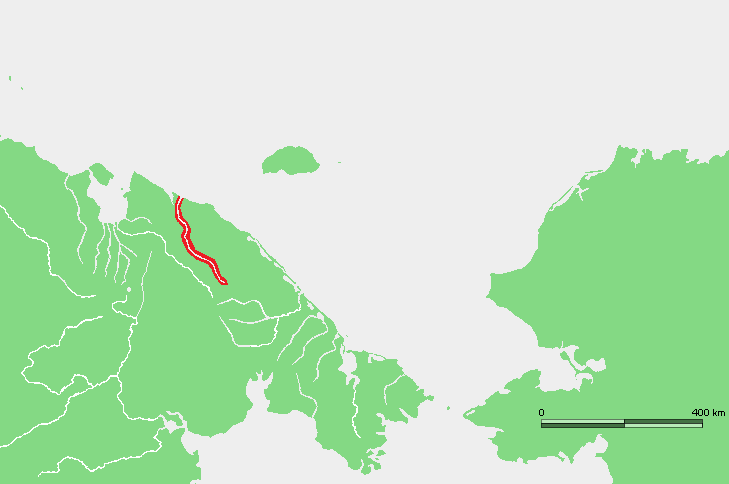
Vị trí dòng chảy sông Pegtymel.

Pegtymel là một sông tại khu tự trị Chukotka tại Viễn Đông Nga. Sông chảy qua vùng lãnh nguyên Siberia có dân cư thưa thớt và đổ vào biển Đông Siberia ở phía tây eo biển De Long. Cửa sông nằm giữa mũi Shelagsky tại vịnh Chaunskaya và mũi Billings ở phía đông. Chi lưu quan trọng nhất của Pegtymel là sông Kuvet, hợp lưu từ bờ hữu.
Có những hoạt tiết trên đá cổ xưa tại địa điểm gần sông Pegtymel. Các đá khắc thể hiện cá tàu thuyền và cảnh săn tuần lộc.